# Lenin-Aufgebot
Das Lenin-Aufgebot, 1924 entstanden, war eine propagandistisch geleitete Antwort der Kommunistischen Partei Russlands auf die nach dem Tode Lenins eingetretene Verunsicherung über den weiteren Weg der sowjetischen Gesellschaft. Praktisch bedeutete das Aufgebot, die Reihen der bisher kaderpolitisch streng gehüteten Avantgardepartei mit einer Masse von Sympathisanten, Mitläufern und Karrieristen aufzufüllen. Nach wenigen Jahren waren 10 % der sowjetischen Bevölkerung, also 20 Millionen Sowjetbürger, Parteimitglieder geworden.
In diesem Schlagwort drückt sich zugleich ein grundlegender Wandel über die Auffassung der Strategie der Partei für ihre Rolle in der Gesellschaft aus. Die Proklamierung des Lenin-Aufgebots war die geradezu absurde Tilgung der Leninschen Parteiprinzipien ausgerechnet mit einer Kampagne unter dem Lenin-Namen. Indem die Tore zum Parteibeitritt weit geöffnet wurden, wurde gleichzeitig die Installierung einer bürokratischen Nomenklatura befördert, vor der Lenin bis kurz vor seinem Tode immer wieder gewarnt hatte. Der führende Kopf dieser parteistrategischen Wende war der Generalsekretär der kommunistischen Partei Josef Stalin.

Leo Trotzki sein ärgster innenpolitischer Kontrahent und Führer der Linken Opposition fasste die Auswirkungen dieser Politik mit den Worten zusammen:

Die Tore der Partei, sonst so sorgfältig gehütet, wurden jetzt sperrangelweit geöffnet: Arbeiter, Angestellte, Beamte strömten in Massen herein. Die politische Absicht war, die revolutionäre Vorhut aufzulösen in menschliches Rohmaterial ohne Erfahrung, ohne Selbständigkeit, aber von altersher gewohnt, sich der Obrigkeit zu unterwerfen. Das Vorhaben gelang. Indem das „Lenin-Aufgebot“ die Bürokratie von der Kontrolle durch die proletarische Vorhut befreite, versetzte es Lenins Partei den Todesstoß. Der Apparat hatte sich die notwendige Unabhängigkeit erkämpft. Der demokratische Zentralismus machte bürokratischem Zentralismus Platz. Der Parteiapparat selbst wird nunmehr von oben bis unten radikal umgekrempelt. Als Haupttugend des Bolschewiken gilt der Gehorsam. Unter der Fahne des Kampfes gegen die Opposition findet eine Ersetzung der Revolutionäre durch Beamte statt. Die Geschichte der bolschewistischen Partei wird zur Geschichte ihrer raschen Entartung.

Sprachanalytisch gesprochen muss man den irreführenden Begriff Lenin-Aufgebot eigentlich als Stalin-Aufgebot verstehen.

## Begriffsadaption

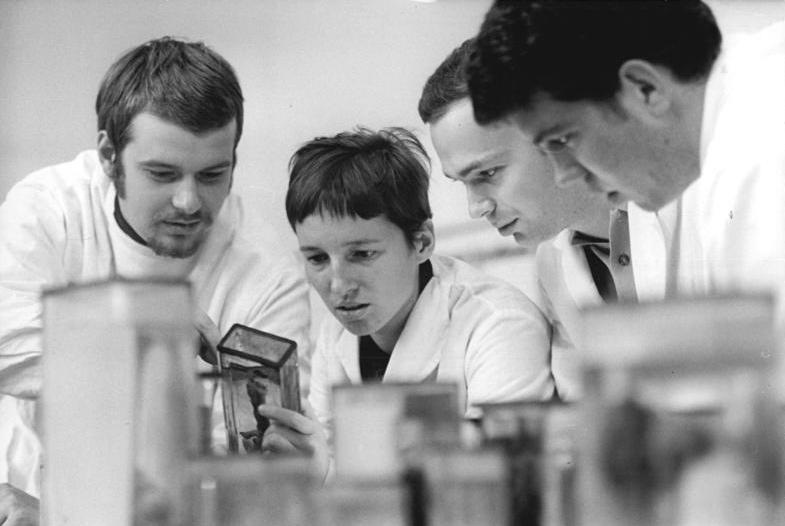
Leipziger Veterinärstudenten im Lenin-Aufgebot

Unter dem Begriff des Lenin-Aufgebots wurden nach dem Zweiten Weltkrieg in der SBZ und nachfolgend in der DDR ähnliche Beitritts-Aktionen zu sozialistischen Organisationen, zum Jugendverband FDJ, aber auch zur Vorbereitung auf eine Kandidatur für die Aufnahme in die SED durchgeführt.
Die kunstgewerblichen Accessoires für die Belohnung der an dem Lenin-Aufgebot Mitwirkenden waren Glückwunschurkunden, Ziermedaillen (z. B. die Medaille Leninaufgebot der FDJ), Wandteller mit dem Porträt Lenins usw.
Eine Abwandlung dieser Mobilisierungsaktion war die Ausrufung eines „Ernst-Thälmann-Aufgebots“ der FDJ zur Vorbereitung des bevorstehenden XI. Parteitags der SED.